# Nicholas Ridley (biskup)
Nicholas Ridley (ur. ok. 1500, zm. 16 października 1555) – biskup anglikański, reformator i odnowiciel Kościoła. Spalony żywcem na stosie razem z biskupem Hugh Latimerem w okresie rekatolicyzacji Królestwa Anglii, jeden z męczenników królowej Marii.